# Tittlinger Granit

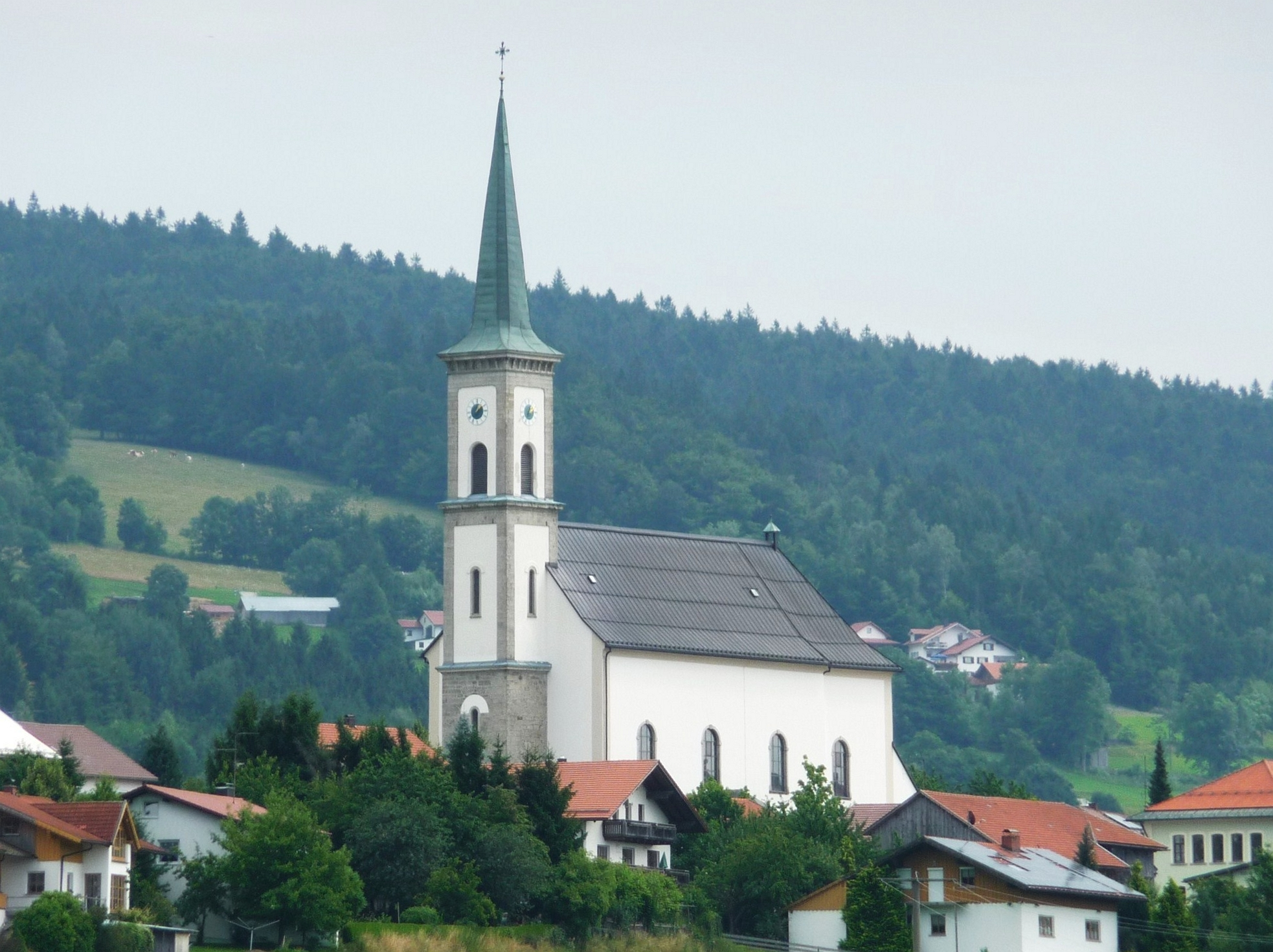
Die Pfarrkirche in Grainet besteht aus Tittlinger Granit

Tittlinger Granit, gesteinkundlich als Tittlinger Granodiorit eingeordnet, kommt im größten Granitvorkommen des östlichen Bayerischen Waldes bei Fürstenstein/Tittling vor. Dieses Vorkommen im Intrusivgebiet von Niederbayern entstand im Oberkarbon; es hat ein Alter von etwa 320 Mio. Jahren.

## Geologie und Vorkommen
Im Bayerischen Wald gibt es mehrere Vorkommen von Granit, das größte ist das des Fürstensteiner und Tittlinger Raumes. Es hat eine Ausdehnung von 160 km². Dieses Massiv erstreckt sich in tropfenförmiger Ausbildung in Nord-Süd-Richtung mit rund 17 Kilometern und in Ost-West-Richtung von zwölf Kilometern an der Oberfläche. Es ist Teil der Böhmischen Masse, die eine Ausdehnung von 300 × 300 Kilometern hat. Der Gesteinskomplex besteht ferner aus Dioriten, wie dem Fürstensteiner Diorit, mit einem Alter von mehr als 330 Millionen Jahren. Während der Saldenburger Granit die Hälfte des Gebietes umfasst, bildet der Tittlinger Granit das am meisten verwendete Nutzgestein des dortigen Komplexes.

## Geschichtlicher Überblick
Um Tittling wird dieser Granit seit Jahrhunderten abgebaut und verwendet. Neben dem Tittlinger Granit hat der Hauzenberger Granit große kulturhistorische Bedeutung. Die Abbaugebiete beider Hartgesteine liegen unweit voneinander und die Granitindustriefirmen hatten teilweise sowohl in Tittling als auch in Hauzenberg Werke und Steinbrüche. Des Weiteren hatten wirtschaftliche und politische Veränderungen in beiden Abbaugebieten ähnliche Auswirkungen, wie Arbeitslosigkeit und wirtschaftlichen Niedergang in beiden Weltkriegen und Absatzkrisen seit den 1980er Jahren, als Billig-Importe aus Indien und China die Granite aus dem bayerischen Raum vom Markt verdrängten. Neuerdings verbessern sich die Wettbewerbsbedingungen für einen Absatz inländischer Gesteine wieder, da die internationalen Frachtkosten erheblich gestiegen sind.

## Steinbrüche und Gesteinsbeschreibung

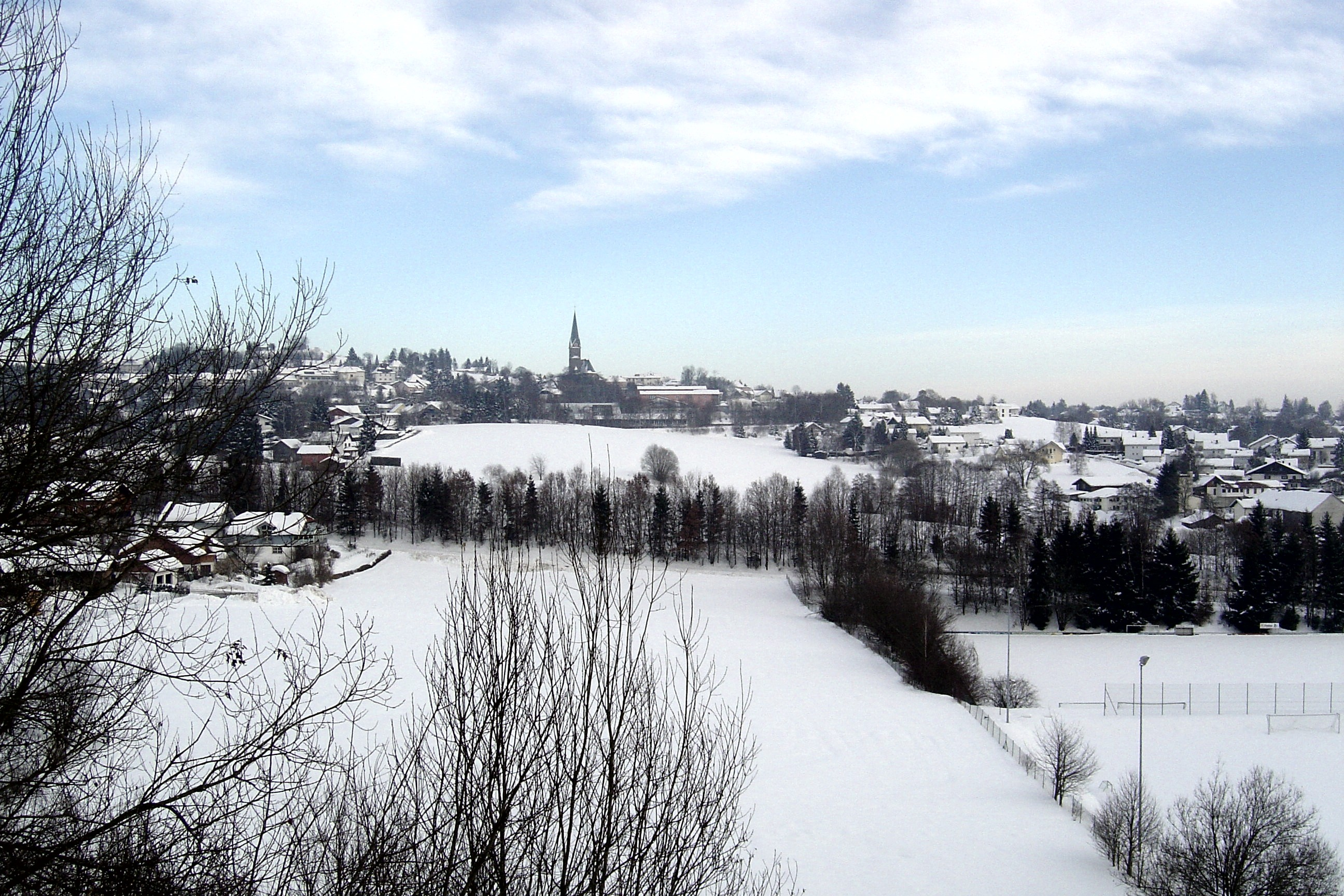
Blick vom Steinbruch nach Tittling

Steinbrüche haben Lokalnamen wie zum Beispiel Höhenberg-Steinbruch bei Tittling, Buchet-Steinbruch bei Fürstenstein und Hötzendorf-Bruch bei Tittling.
Tittlinger Granit ist mittelkörnig und schwarz-weiß gesprenkelt. Er enthält 44 Prozent Quarz, 33 Prozent Plagioklas, neun Prozent Alkalifeldspat, acht Prozent Biotit, vier Prozent Muskovit, ein Prozent Chlorit und weniger als ein Prozent Akzessorien. Dieser Granodiorit hat eine mittlere Korngröße von eineinhalb Millimetern.

## Verwendung
Der Tittlinger Granit ist verwitterungsbeständig, polierfähig und gegen chemische Aggressorien stabil.
Granodiorite unterscheiden sich von Graniten durch einen höheren Mineralanteil an Plagioklas- als an Kalifeldpäten und sie sind nie bunt. Hinsichtlich ihrer technischen Eigenschaften unterscheiden sich Granodiorite kaum von den Graniten.
In den Tittlinger Granitsteinbrüchen wurden um 1900 Werksteine für Hochbauten und Brückenbauwerke hergestellt und nach Bayern, Württemberg, Hessen, Preußen und Hamburg geliefert. Pflastermaterial ging nach Ungarn, Bayern und Württemberg.
Verwendung fand der Tittlinger Granit unter anderem bei der Staatlichen Feuerwehrschule in Regensburg, der Ortskrankenkasse in Freyung, den Kirchen in Grainet und Tittling, beim U-Bahn-Hauptamt in München sowie als Bordsteine. Ein Wasserbecken aus Tittlinger Granit, in dem sich auf einem Wasserfilm ein elf Tonnen schwerer Fußball aus Impala dreht, übergab Franz Beckenbauer anlässlich der Fußball-Weltmeisterschaft 2006 in München der Öffentlichkeit. Der sogenannte WM-Brunnen ist vor dem Eingang Nord der Neuen Messe München aufgebaut.